# Her Unwilling Husband
Pour plus de détails, voir Fiche technique et Distribution.
Her Unwilling Husband est un film américain réalisé par Paul Scardon, sorti en 1920.
Il est considéré comme perdu.

## Fiche technique
- Réalisation : Paul Scardon
- Scénario : Kenneth B. Clarke
- Producteur : Jesse D. Hampton
- Photographie : Victor Milner
- Production : Jesse D. Hampton Productions
- Distributeur : Pathé Exchange
- Durée : 50 minutes
- Date de sortie : 21 novembre 1920

## Distribution
- Blanche Sweet : Mavis
- Alan Roscoe : Homer Owen
- Edwin Stevens : John Jordan